# Gulnara Lobato de Morais
Gulnara Monteiro Lobato de Morais Pereira(,  — 27 de agosto de 1986) foi uma escritora e tradutora brasileira, sobrinha e nora de Monteiro Lobato. Após seu casamento com o escritor Antônio Olavo Pereira, passando a assinar Gulnara Monteiro Lobato de Morais Pereira.

## Biografia
Gulnara, era sobrinha de Monteiro Lobato, filha de sua irmã, Esther (Teka) Monteiro Lobato de Morais e do poeta Heitor de Morais, e se tornou também sua nora ao casar com seu filho, Edgard Monteiro Lobato (1910-1943), que faleceu de tuberculose aos 32 anos, na cidade de Tremembé. Gulnara e Edgard tiveram o filho Rodrigo, nascido em 16 de julho de 1938, herdeiro do nome Monteiro Lobato, casado com Marlene Pacca Lintz. 
Gulnara, casou posteriormente com o escritor e editor Antônio Olavo Pereira (1913-1993), irmão de José Olympio Pereira, e com ele viveu durante mais de quarenta anos e tiveram o filho, Antônio Olavo Pereira Júnior.
Gulnara, neta paterna de Maria Augusta de Campos Barreto Moraes, falecida em 03 de novembro de 1930 e Joaquim Militão de Moraes, falecido em 04 de fevereiro de 1936;
Neta materna de: José Bento Marcondes Lobato, Olympia Augusta Lobato;
Bisneta paterna de: Gertrudes Leopoldina de Moraes Barreto e Joaquim da Silva Campos Barreto, descendentes de Barreto Leme, fundador de Campinas;

## Obras
- O Menino Juca, biografia de Monteiro Lobato. Rio de Janeiro: Berlendis & Vertecchia, 1982.

## Traduções
- Amor Entre as Nuvens, de Louise Logan, volume 110 da Coleção Biblioteca das Moças, da Companhia Editora Nacional. Duas edições, a primeira edição em 1943, outra em 1947.
- Primaveras Perdidas, de Adelaide Humphries (ps. Kathleen Harris), Editora Saraiva, Coleção Rosa, nº 46, 1953.
- Memórias de Sarah Bernhardt, Livraria José Olympio Editora, 1949.  Republicado em 1988 como “Eu, Sarah Bernhardt” - biografia. Livraria José Olympio Editora, 1988.
- Algemas Partidas (Beyond this place), Archibald Joseph Cronin, Livraria José Olympio Editora, 1955.
- A História da Civilização (The Story of Civilization), de Will Durant, com tradução de Gulnara e revisão de Monteiro Lobato. “Biblioteca do Espírito Moderno”. São Paulo: Companhia Editora Nacional, 1943.
- Almas em conflito (The Spanish Gardener), Archibald Joseph Cronin. Rio de Janeiro: Livraria José Olympio Editora, 1954.
- Uma estranha mulher (Gracie Lindsay), Archibald Joseph Cronin. Rio de Janeiro: Livraria José Olympio Editora, 1954.
- Noites de vigília (Vigil in the night), Archibald Joseph Cronin. Rio de Janeiro: Livraria José Olympio Editora, 1958.
- Sir Jerry detetive (Sir Jerry détective), Mad. H. Giraud. Rio de Janeiro/São Paulo: Livraria José Olympio Editora. (Coleção Menina e Moça, v.1)
- As estranhas férias de Sir Jerry, Mad. H. Giraud. Rio de Janeiro/São Paulo: Livraria José Olympio Editora, 1947. (Coleção Menina e Moça, v.6)
- Sir Jerry na Bretanha, Mad. H. Giraud. Rio de Janeiro/São Paulo: Livraria José Olympio Editora. (Coleção Menina e Moça, v.7)
- Léon Morin, Padre (Léon Morin, Petre), Béatrix Beck, Rio de Janeiro: Livraria José Olympio Editora, 1958.
- O segundo rosto (Seconds), Davis Ely. Rio de Janeiro: Livraria José Olympio Editora.
- A morte de Ivan Ilitch, Leon Tolstoi
- Senhores e servos, Leon Tolstoi
- Memórias, Rabindranath Tagore. Säo Paulo : Livraria José Olympio Editora, 1948, Coleção: Memórias, diários, confissões, nº 16[8].
- Carlota Joaquina: a rainha intrigante, Marcus Cheke. Rio de Janeiro : Livraria José Olympio Editora, 1949, coleção O romance da vida, nº 44
- Uma história lamentável, Fiodor Dostoiévski. Rio de Janeiro: Paz e Terra (Coleção Leitura).